# 미국의 탄광업

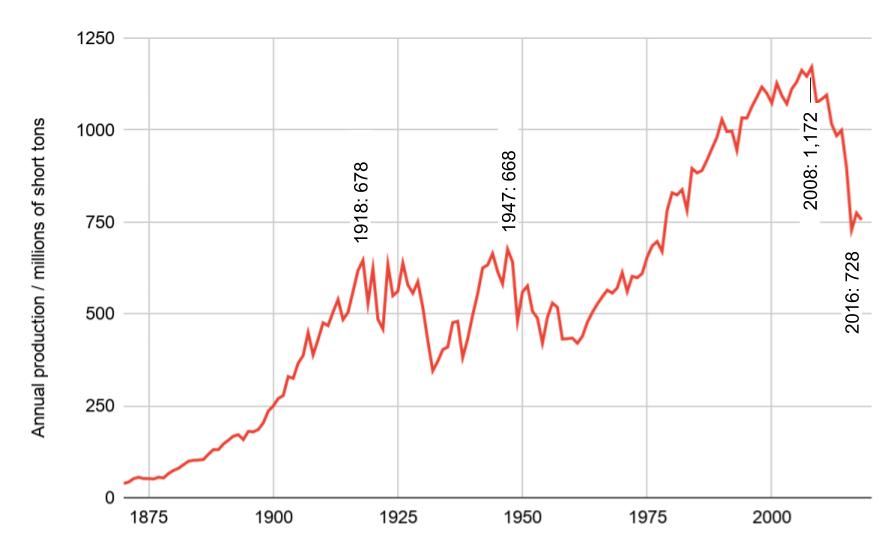
Total US coal production, 1870–2018

미국에서 탄광업은 과도기 상태다. 2019년 기준으로 생산량은 최대치였던 2008년의 10억 6300만 톤보다 40% 감소했고, 종사자 수는 43,000명으로 1923년에 883,000명으로 최대치를 찍은 후 지속적으로 감소 중이다. 전력 생산이 석탄의 제1사용처인데, 2018년 현재 미국 전력의 27%를 생산하는 데 석탄이 사용되고 있다. 미국은 석탄 순수출국으로 최대 소비처는 2012년에 정점을 찍은 유럽이다. 2015년 현재 미국은 생산한 석탄의 7%를 수출했다.
미국 에너지부 산하 미국 에너지 관리청에 따르면 2015년 와이오밍주, 웨스트버지니아주, 켄터키주, 일리노이주, 펜실베이니아주의 채탄량은 약 5억 8천만 톤인데 이는 전미 채탄량의 71%다.